# Aphanistes variicolor
Aphanistes variicolor là một loài tò vò trong họ Ichneumonidae.